# Спірьониші
Спірьо́ниші (рос. Спирёныши) — присілок в Кезькому районі Удмуртії, Росія.
Населення — 14 осіб (2010; 38 в 2002).
Національний склад станом на 2002 рік:
- удмурти — 92 %

Урбаноніми:
- вулиці — Ставкова